# Christelle Bulteau
Christelle Bulteau, född den 23 juli 1963, är en fransk före detta friidrottare som tävlade i kortdistanslöpning.
Bulteau deltog vid det första inomhusvärldsmästerskapet i friidrott 1985 i Paris där hon slutade på tredje plats på 60 meter på tiden 7,34. Bortsett från detta mästerskap har hon inte deltagit vid något internationellt mästerskap.